# Zaira sordida
Zaira sordida är en tvåvingeart som först beskrevs av Walker 1853.  Zaira sordida ingår i släktet Zaira och familjen parasitflugor. Inga underarter finns listade i Catalogue of Life.